# Forges-les-Eaux
Forges-les-Eaux ist eine französische Gemeinde mit 3653 Einwohnern (Stand 1. Januar 2022) im Département Seine-Maritime in der Region Normandie.
Am 1. Januar 2016 wurde Forges-les-Eaux mit der Gemeinde Le Fossé zur Commune nouvelle Forges-les-Eaux zusammengeschlossen. Die frühere Gemeinde Forges-les-Eaux hat seither den Status einer Commune déléguée mit 3167 Einwohnern (Stand 1. Januar 2022).

## Geografie
Die Gemeinde liegt zwischen den Flüssen Epte und Andelle. 
Nachbargemeinden sind (von Norden aus im Uhrzeigersinn) Serqueux, Le Thil-Riberpré, Longmesnil, Le Fossé La Ferté-Saint-Samson, Mauquenchy und Roncherolles-en-Bray.

## Bevölkerungsverteilung und -entwicklung
| Ortsteil        | ehemaliger INSEE-Code | Fläche (km²) | Höhenlage (m) | Einwohnerzahlen (Census) | Einwohnerzahlen (Census) | Einwohnerzahlen (Census) | Einwohnerzahlen (Census) | Einwohnerzahlen (Census) | Einwohnerzahlen (Census) | Einwohnerzahlen (Census) | Einwohnerzahlen (Census) | Einwohnerzahlen (Census) | Einwohnerzahlen (Census) | Einwohnerzahlen (Census) |
| Ortsteil        | ehemaliger INSEE-Code | Fläche (km²) | Höhenlage (m) | 1962                     | 1968                     | 1975                     | 1982                     | 1990                     | 1999                     | 2006 1                   | 2008 2                   | 2011 1                   | 2013 2                   | 2016 3                   |
| --------------- | --------------------- | ------------ | ------------- | ------------------------ | ------------------------ | ------------------------ | ------------------------ | ------------------------ | ------------------------ | ------------------------ | ------------------------ | ------------------------ | ------------------------ | ------------------------ |
| Forges-les-Eaux | 76276                 | 5,22         | 124–171       | 2914                     | 2974                     | 3211                     | 3611                     | 3376                     | 3465                     | 3542                     | 3527                     | 3502                     | 3492                     | 3306                     |
| Le Fossé        | 76277                 | 10,11        | 138–227       | 386                      | 384                      | 377                      | 303                      | 359                      | 381                      | 444                      | 451                      | 395                      | 497                      | 498                      |
| Forges-les-Eaux | 76276                 | 15,33        |               | 3300                     | 3358                     | 3588                     | 3914                     | 3735                     | 3846                     | 3986                     | 3978                     | 3897                     | 3989                     | 3804                     |

RP: Recensement de la population (Volkszählung, Census)

Die (Gesamt-)Einwohnerzahlen der Gemeinde Brunstatt-Didenheim wurden durch Addition der einzelnen Ortsteile, d. h. der ehemaligen selbständigen Gemeinden ermittelt.

## Städtepartnerschaft

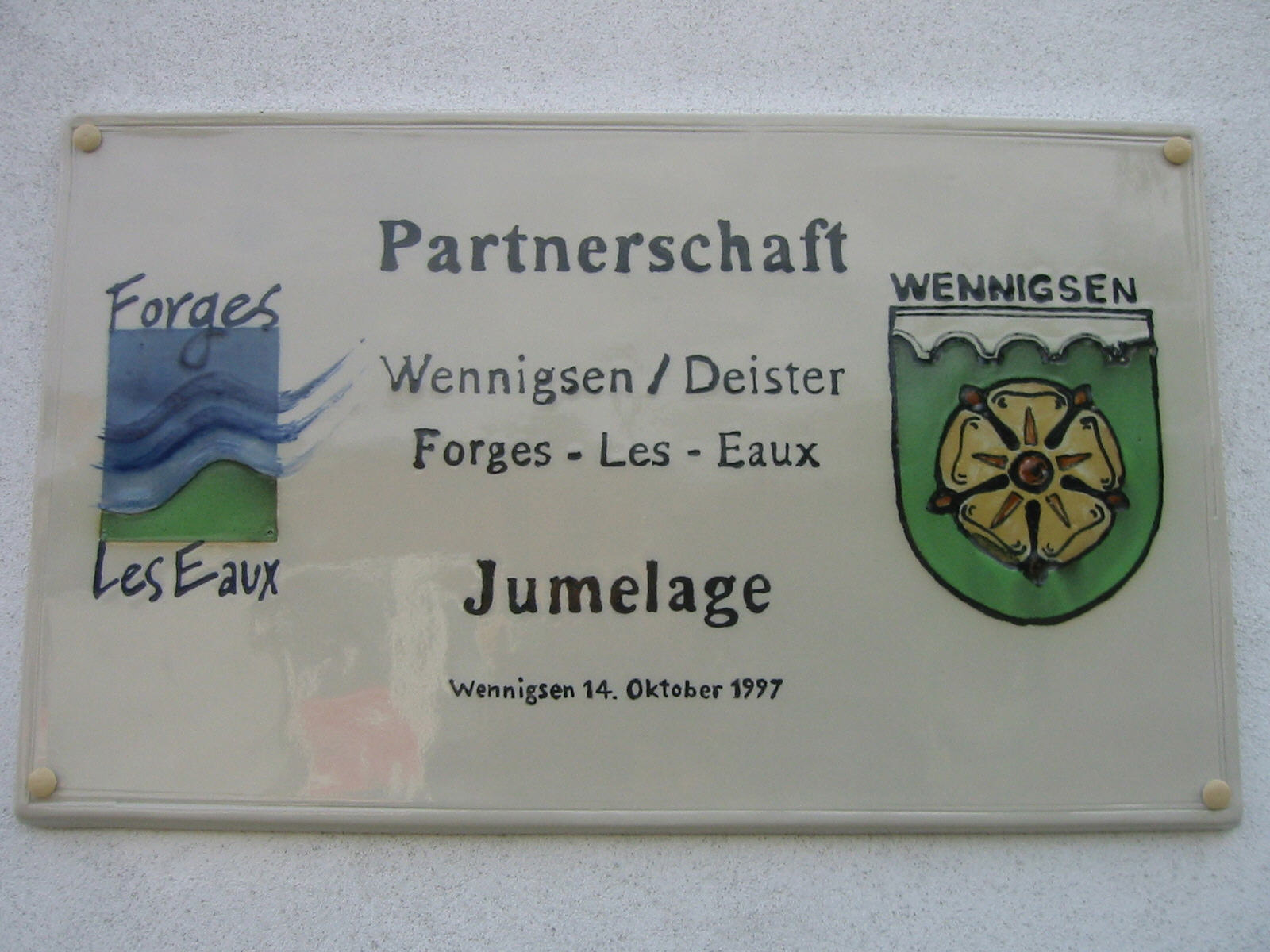
Gedenktafel am Rathaus Wennigsen (Deister)

Forges-les-Eaux unterhält seit 14. Oktober 1997 eine Partnerschaft mit der deutschen Gemeinde Wennigsen in der niedersächsischen Region Hannover. Im Mai 2008 wurde ein Platz in Forges-les-Eaux als Place Wennigsen nach der Partnergemeinde benannt. Die angrenzende Straße wurde umbenannt in Rue de Wennigsen. Die Adresse des Postamtes lautet seither entsprechend Rue de Wennigsen 1.

## Wirtschaft und Infrastruktur
Der Kurort Forges-les-Eaux ist bekannt für sein Kasino.
In der Nähe liegt das Kloster Beaubec.